# Stadtteilfriedhof Anderten

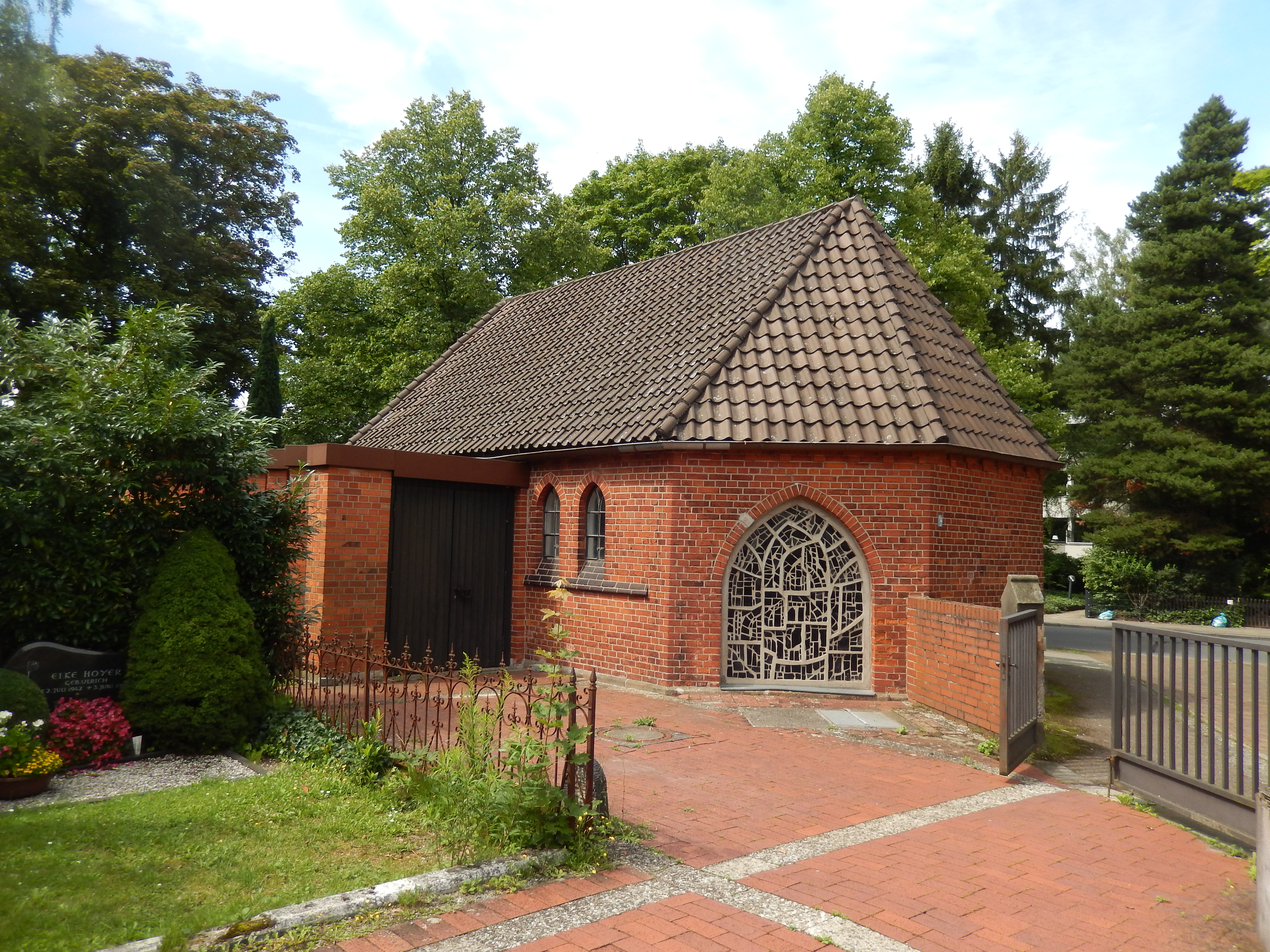
Salvator-Kapelle

Der Stadtteilfriedhof Anderten in Hannover, auch Andertener Friedhof oder Friedhof Anderten genannt, ist ein im 19. Jahrhundert angelegter ehemals kirchlicher und heute kommunaler Friedhof mit einer Fläche von rund 1,66 Hektar. Standort der denkmalgeschützten Grünanlage im heute hannoverschen Stadtteil Kirchrode ist die Ostfeldstraße 12.

## Geschichte
Nachdem der Kirchfriedhof rund um die Jakobikirche in den Jahren nach 1800 zu eng geworden war, legte die Kirchengemeinde von Kirchrode noch zur Zeit des Königreichs Hannover im Jahr 1864 zunächst den evangelisch-lutherischen Kirchröder Friedhof an der Straße Großer Hillen an, eröffneten in der Gründerzeit des Deutschen Kaiserreichs dann im Jahr 1876 auch den Friedhof an der Ostfeldstraße, den heutigen Stadtteilfriedhof Kirchrode.
Ebenfalls im Jahr 1876 legten die Mitglieder der in Anderten beheimateten Kapellengemeinde, die aufgrund des Mergelbodens in Anderten dort seinerzeit keine Möglichkeiten zur Ausschachtung von Gräbern sahen, den nach ihrem Ort benannten heutigen Stadtteilfriedhof Anderten auf dem Gebiet von Kirchrode an.
Noch aus der Zeit der Friedhofs-Eröffnung stammt die kleine Kapelle sowie die gemauerte Einfriedung aus Backsteinen, ebenso wie einige Exemplare des alten Baumbestandes, die einen Kontrast zu der den Friedhof umgebenden Neubauten darstellen.
1883 legte die Henriettenstiftung den benachbarten Salemsfriedhof an.
Unter den älteren – ebenfalls denkmalgeschützten – Grabstätten ist insbesondere die Gruft der Familie Konerding hervorzuheben, die 1894 in Form einer kleinen Basilika mit romanisierenden Schmuckelementen gebaut wurde.
Aus der Zeit des Zweiten Weltkrieges stammt eine Grabstätte derjenigen, die während der Luftangriffe auf Hannover im Jahr 1944 Opfer der Fliegerbomben auf die Teutonia-Zementwerke wurden.
Nach dem Zweiten Weltkrieg wurde der Stadtteilfriedhof Anderten durch die nunmehr politische Gemeinde Anderten im Jahr 1948 wesentlich vergrößert. Rund zwei Jahrzehnte darauf wurde die neogotische Kapelle zunächst durch den Architekten Hans-Albert Ahrens erweitert und dann dem Erlöser geweiht, dem Schutzpatron der Patengemeinde Bärenstein im Erzgebirge. In der Salvator-Kapelle findet sich zudem eine Pietà des Bildhauers Siegfried Zimmermann.
Bis 1981 oblag die Verwaltung des Anderter Friedhofes der St.-Martins-Kirche, seitdem wird der Stadtteilfriedhof von der Landeshauptstadt vom Stadtfriedhof Seelhorst aus verwaltet. Die Immobilie liegt jedoch sowohl in kirchlichem wie auch städtischem Eigentum.

## Bestattungsmöglichkeiten
Verstorbene können auf dem Friedhof in Särgen und Urnen sowohl in Reihen- als auch Wahlgräbern bestattet werden. Aufgrund der Bodenverhältnisse sind Tiefenbeisetzungen hier jedoch nicht möglich.

## Besondere Grabstätten
Unter den rund 1.400 Grabstätten auf dem Stadtteilfriedhof finden sich unter anderem:
- Gruft der Familie Konerding von 1894[2]
- Gemeinschaftsgrab-Anlage für die Opfer des Fliegerangriffs auf die Teutonia-Zement-Werke[1]
- Grabstein für den Garten- und Landschaftsarchitekten Wilhelm Hübotter in einer Gemeinschafts-Grabanlage von Wanderfreunden[1]